# Servicio Egipcio de Sèvres

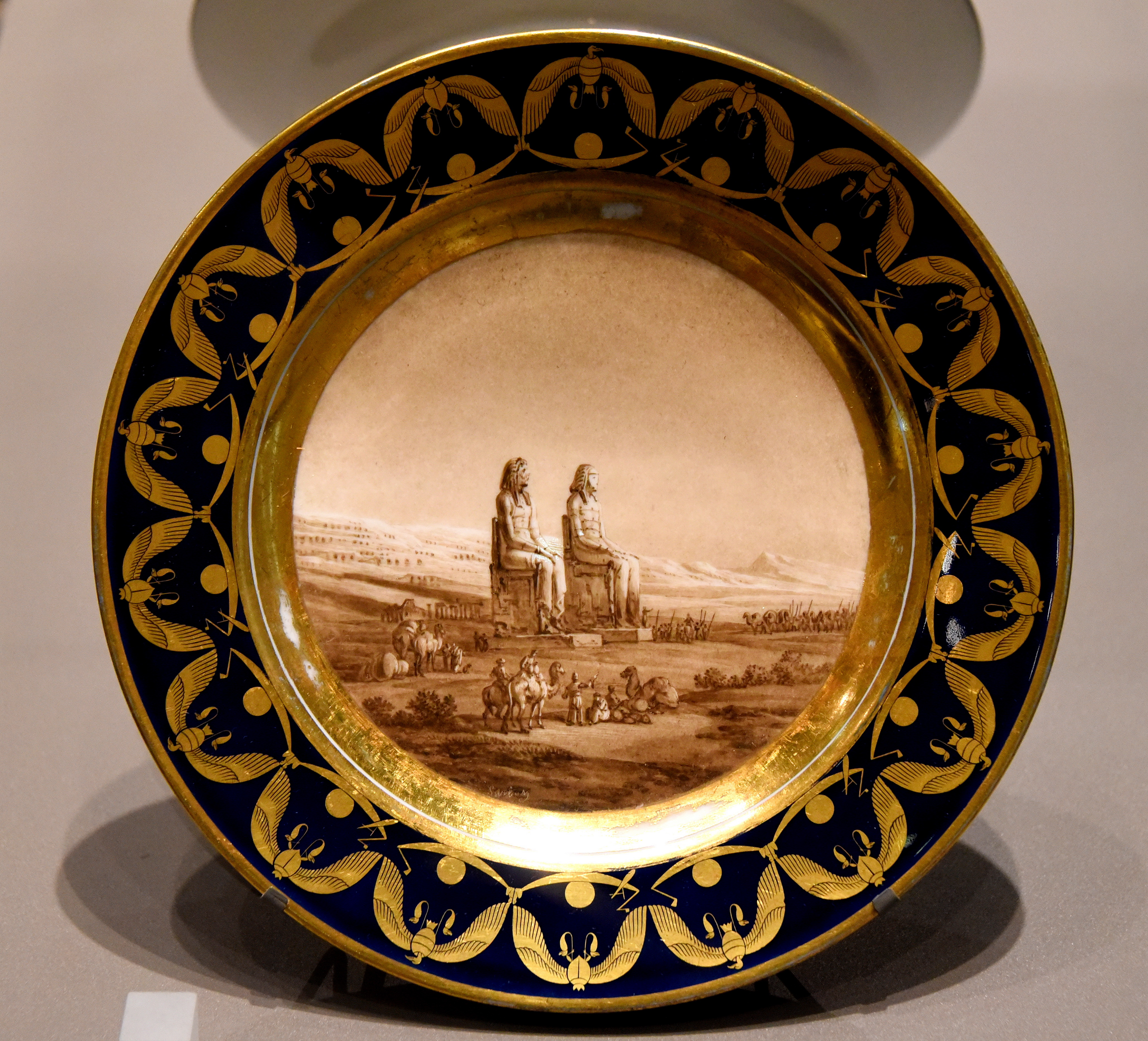
Un plato del segundo Servicio Egipcio de Sèvres, que representa los Colosos de Memnón.

El Servicio Egipcio de Sèvres es el nombre utilizado para dos juegos de vajilla fabricados por la Manufactura Nacional de Sèvres durante el Primer Imperio francés. El primero fue producido entre 1804 y 1806 para Napoleón I y fue presentado por éste a Alejandro I de Rusia en 1808, como regalo diplomático tras los Tratados de Tilsit. Actualmente se conserva en el Museo Estatal de Cerámica de Rusia.
La segunda serie se produjo entre 1810 y 1812. Estaba destinado a ser un regalo de Napoleón a la emperatriz Josefina. El servicio constaba de 72 platos con los fondos pintados con escenas de Egipto basadas en bocetos realizados por Vivant Denon. Josefina se negó a aceptar el servicio, que calificó de "demasiado severo". Fue devuelto a la fábrica y regalado al Duque de Wellington por Luis XVIII en 1818, tras la Restauración borbónica. El servicio fue adquirido por el Museo de Victoria y Alberto en 1979 y, a excepción de un plato, fue prestado a English Heritage para ser expuesto en Apsley House, Londres, la antigua residencia del primer duque.

## Antecedentes y primera edición

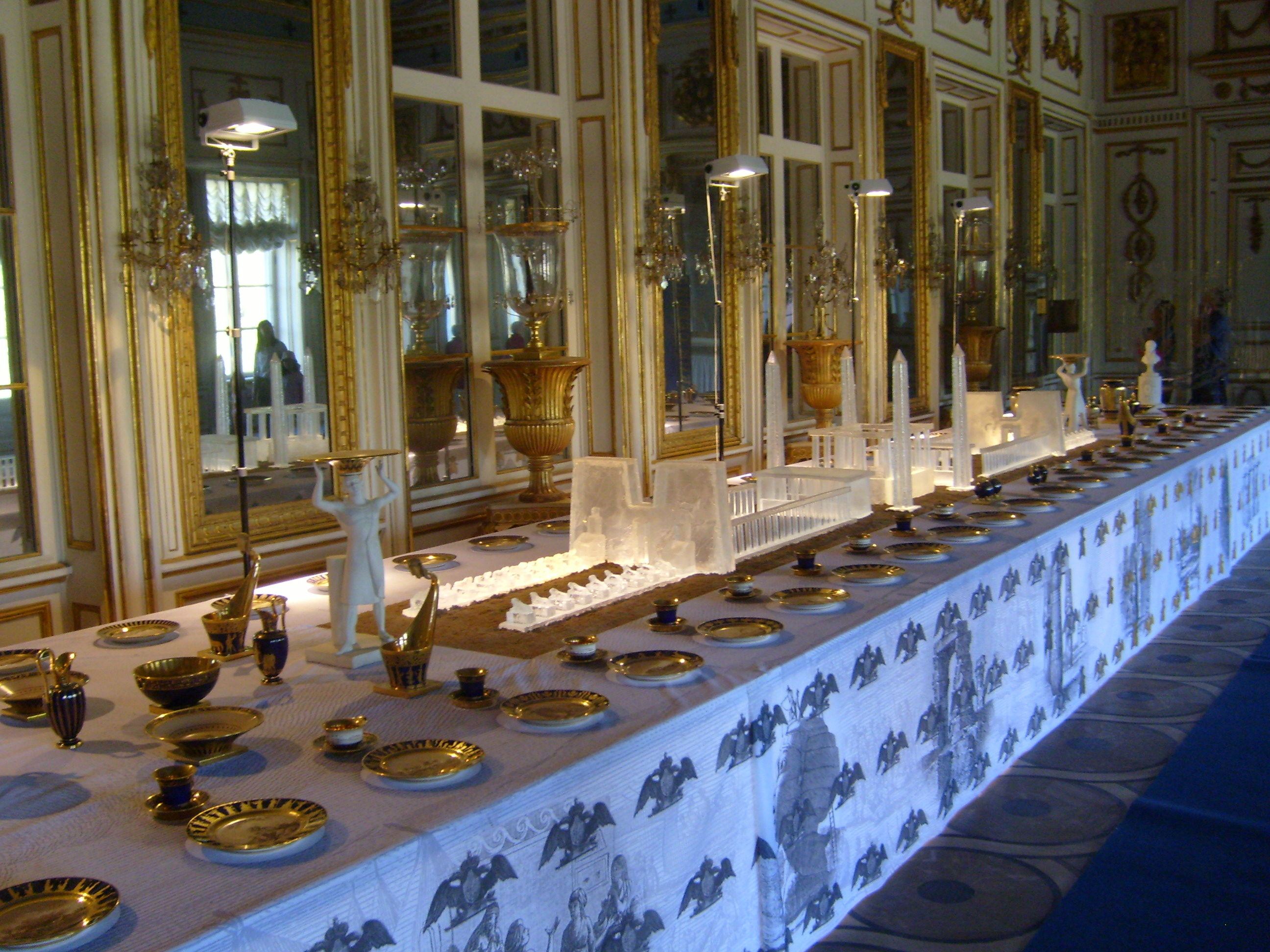
El Servicio Egipcio del zar Alejandro en porcelana de Sèvres y la pieza central.

Napoleón, antes de convertirse en emperador de Francia, había invadido Egipto en 1798. Aunque finalmente no tuvo éxito, la invasión napoleónica fue culturalmente importante. Llevó consigo un equipo de eruditos y artistas y sus estudios provocaron un periodo de interés europeo por la cultura antigua egipcia, conocido como egiptomanía. Napoleón estableció el Primer Imperio francés en 1804 y, para aumentar el prestigio del nuevo régimen, se encargó a la Manufactura Nacional de Sèvres la producción de un servicio de mesa de porcelana de estilo egipcio, pintado por Jacques François Joseph Swebach-Desfontaines. Terminado en 1806, el servicio nunca fue utilizado por Napoleón, quien en 1808 lo regaló a Alejandro I de Rusia tras los Tratados de Tilsit entre ambas naciones.

## Segunda edición

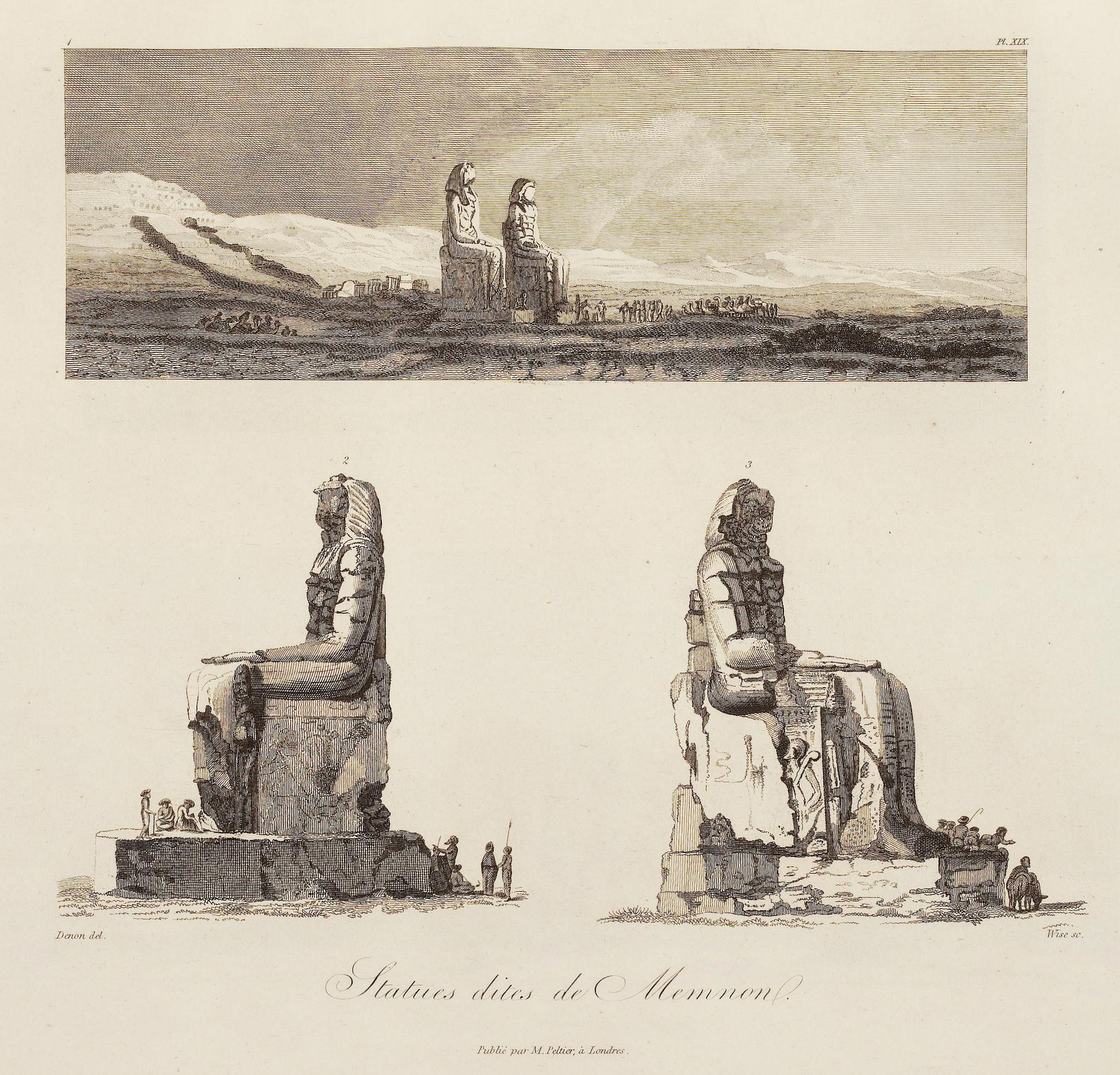
Dibujo de Denon que sirvió de base para el plato de los Colosos.

### Encargo
Napoleón se divorció de la emperatriz Josefina en 1810 y encargó el Servicio Egipcio de Sèvres, considerado una segunda edición del servicio de Alejandro, como regalo de divorcio. El servicio constaba de 72 platos (más cuatro piezas extra o de prueba), así como de un elaborado centro de mesa arquitectónico. Josefina participó en el diseño del servicio, pero perdió la paciencia ante la lentitud de la producción. Los fondos de los platos estaban decorados con bocetos realizados por Vivant Denon durante la campaña egipcia de 1798. Los bordes fueron diseñados por el arquitecto Alexandre-Théodore Brongniart, padre del propietario de la fábrica de Sèvres, y el dorado fue realizado por Pierre-Louis Micaud.
El servicio fue entregado a Josefina en el Castillo de Malmaison el 1 de abril de 1812. Ella consideró el diseño demasiado severo y rechazó el servicio, que entonces estaba valorado en 36.300 francos.

### Historia posterior
El servicio fue devuelto a la fábrica, donde permaneció hasta 1818, cuando Luis XVIII, el rey borbónico restaurado, lo regaló al general británico el Duque de Wellington, por sus servicios durante las guerras napoleónicas. En ese momento sólo quedaban 66 platos con el servicio; otros tres platos fueron localizados posteriormente en el Museo Nacional de Cerámica de Sèvres y uno, con un diseño ligeramente diferente y posiblemente una pieza de prueba, en el Museo Británico. El duque expuso el servicio en Apsley House, su residencia londinense, donde exhibía sus tesoros más valiosos.
El servicio permaneció en posesión de los Duques de Wellington hasta 1979, cuando fue adquirido por el Museo de Victoria y Alberto (V&A) de Londres. El V&A expone un plato de la colección, que representa los Colosos de Memnón, y presta el resto a English Heritage, que la expone en Apsley House. El servicio de la primera edición (Alejandro I) se expone en el Museo Estatal de Cerámica de Rusia. El historiador de arte Sir Roy Strong consideró el servicio de la segunda edición como "sin duda el más grandioso ejemplo de porcelana francesa que ha sobrevivido del periodo del Imperio".